# Robocopy
Robocopy, of "Robust File Copy", is een command-line instructie om mappen te kopiëren. Het maakt deel uit van de Windows Resource Kit, en maakt standaard onderdeel uit van Windows Vista, Windows 7, Windows 8, Windows 10, Windows Server 2008, Windows Server 2012 en Windows Server 2016. 
Robocopy is ontworpen om betrouwbaar mappen of mapstructuren te kopiëren. Het zorgt ervoor dat alle NTFS-attributen en eigenschappen gekopieerd worden en heeft de mogelijkheid de taak te herstarten om te kunnen werken met plotseling verbroken netwerkverbindingen.

## Lijst met schakelopties
Het volgende is een lijst met de command-line schakelopties voor Robocopy.

### Algemene opties
/MIRActiveert spiegel-modus, verwijdert bestanden in de doellocatie die niet aanwezig zijn in de bronlocatie: Deze optie is gelijk aan /E en /PURGE met uitzondering van het volgende:
- MIR: Als de doellocatie bestaat, worden de beveiligingsinstellingen van de doellocatie overschreven.
- /E /Purge: Als de doellocatie bestaat, worden de beveiligingsinstellingen van de doellocatie niet overschreven.

/ZKopieert bestanden in herstartmodus. "Herstartmodus" betekent dat robocopy een herstelcode in een onvoltooid bestand schrijft als de actie is onderbroken of afgebroken, bij de volgende start van robocopy kan er verdergegaan worden waar werd afgebroken; in plaats van opnieuw te beginnen. Dit is handig voor het kopiëren van veel en grote bestanden over een onbetrouwbaar netwerk zoals VPN of het internet. Een onvoltooid bestand heeft dezelfde bestandsgrootte als het volledige bestand, maar heeft een datumstempel in het bestandssysteem binnen 24 uur van 01-01-1980 00:00.
/COPYALLZorgt ervoor dat de NTFS-beveiligingsinformatie gekopieerd wordt. Is gelijk aan /COPY:DATSOU, waar D=Data, A=Attributen, T=Tijdstempel, S=Security(beveiliging)=NTFS ACLs, O=Owners info (eigenaars informatie) en U=aUditing info (controle informatie). Ook kan het commando /SEC gebruikt worden voor het kopiëren van NTFS-beveiliginsinformatie.
/BOpent bestanden in back-upmodus. Deze modus creëert de mogelijkheid bestanden te openen zonder beveiligingsbeperkingen, maar heeft wel extra rechten nodig op de bron- en doellocaties.
/ZBGebruikt de herstartmodus; wanneer de toegang wordt geweigerd, wordt de back-upmodus gebruikt.

### Gespecialiseerde opties
/SKopieert onderliggende mappen, tenzij deze leeg zijn (net als XCOPY)
/EKopieert onderliggende mappen, ook de lege (net als XCOPY)
/MKopieert alleen de bestanden met het archief-kenmerk en reset deze (net als XCOPY /M)
/MOVVerplaatst de bestanden, verwijdert deze uit de bronmap.
/MOVEVerplaatst bestanden EN mappen, verwijdert deze uit de bronmap.
/XCSluit veranderde bestanden uit van kopiëren
/XNSluit nieuwe bestanden uit van kopiëren
/XOSluit oudere bestanden uit van kopiëren (Robocopy GUI (3.1.1) gebruikt deze optie fout, versie 3.1.2 gebruikt deze optie wel goed)
/XXSluit extra bestanden en mappen uit van kopiëren. Het "extra" bestand is aanwezig in de doelmap en niet in de bronmap.
/LSimuleer de kopieer-actie zonder het daadwerkelijk kopiëren, dit is handig om de commandoregel te testen zonder last te hebben van het resultaat.
/PURGEVerwijdert bestanden in de doelmap die niet meer in de bronmap bestaan.
/XJKoppelingen uitsluiten. Voeg deze optie toe als je te maken krijgt met een 'ERROR 1921 (0x00000781)'. Dit heeft dit te maken met een koppeling of een 'symbolische link'.

### Logboekopties
/NFLGeen bestandsnamenlijst bijhouden
/NDLGeen mapnamenlijst bijhouden
/NSGeen bestandsgrootte bijhouden
/NCGeen bestandsklassen bijhouden
/XVermeld alle extra bestanden, niet alle geselecteerd
/FPVermeld volledige padnamen van de bestanden
/NPGeen kopieerpercentage bijhouden
/ETAVermeld verwachte kopieerduur
/LOGbestand.txt : Vervang bestand.txt met de status van het kopiëren
/LOG+bestandsnaam.txt : Vul de status van het kopiëren aan bestand.txt toe
/TEEVermeld status zowel in het venster als in het logboek
/NJHGeen statuskop
/NJSGeen statussamenvatting
(Bekijk de volledige lijst in het Engels hier)